# Ричардсон, Джексон
Джексон Ричардсон (фр. Jackson Richardson; родился 14 июня 1969 года, Сен-Пьер, Реюньон) ― французский гандболист. Будучи капитаном французской гандбольной команды, он нёс флаг Франции во время проведения церемонии открытия Олимпийских игр в Афинах 13 августа 2004 года. С апреля 2017 года возглавляет сборную Габона.

## Биография
Ричардсон начал играть в гандбол, когда ему было 6 лет. В 1988 году, во время финала Национальной Лиги 3, его заметил Даниэль Костантини, известный во Франции тренер, который в тот момент искал игрока из Реюньона, которого можно было бы пригласить играть в команде Батальон де Жуанвиль (состоявшей из спортсменов-призывников). Ричардсон затем подписал контракт с клубом Пари Сен-Жермен в 1989 году, и стал известен на всю страну после своей первой игры за национальную сборную.
Два года спустя он был переведен в ОМ Витроль, в составе которого он выиграл Национальный чемпионат в 1994 и 1996 году, Кубок Франции в 1993 и 1995 годах, и Кубок победителей в 1993 году. После этого он отправился в Германию, чтобы начать выступления в команде ТВ Гроссвальштадт, которая одержала победу на Европейском Кубке городов в 2000 году.
Кульминация его клубной карьеры прошла в Испании, где он играл в Портленд Сан-Антонио, победив в Лиге чемпионов Барселону в 2001 году и одержав победу в Испанской Лиге в следующем году.
Ричардсон вернулся во Францию в 2005 году, чтобы начать играть в команде Шамбери Савойя.
В составе сборной Франции Джексон победил на двух Чемпионатах мира в 1995 и 2001 годах (и также завоевал другие медали в 1993, 1997, 2003 и 2005 годах), был удостоен бронзовой медали на летних Олимпийских играх в Барселоне и получил звание лучшего игрока мира по версии IHF в 1995 году. На сегодняшний день держит рекорд по количеству матчей, сыгранных за сборную Франции: их число составляет более 400. Французская федерация гандбола подготовила празднество в его честь, чтобы отметить его прощание с национальной сборной: событие состоялось на турнире в Пари-Берси, где присутствовало большое количество спортивных деятелей. Была там также и его мать, прилетевшая из родного и далёкого Реюньона, чтобы быть вместе со своим сыном в такой важный день.
Ричардсон является одним из самых талантливых игроков своего времени. Его стиль игры был инстинктивным, он сочетал упорный труд и гениальные импровизации, которые вместе сделали его одним из лучших игроков в мире на протяжении более 15 лет.
Ричардсон ушёл из гандбола после матча Шамбери Савойя против Уньон Спортив Иври.
Джексон женат, у него есть двое детей. Сын Мелвин (род. 1997) также стал гандболистом, играет за сборную Франции, олимпийский чемпион 2020 года.

## Сборная Франции
- Первая игра: 10 января 1990 против команды Алжира
- Голы: 775 (5 пенальти)
- Сыгранные матчи: 417
- Последнее выступление на международном уровне: 5 февраля 2005 года против сборной Хорватии

## Клубы
- 1989-91 :  Пари Сен-Жермен
- 1991-96 :  ОМ Витроль
- 1996-00 :  ТВ Гроссвальштадт
- 2000-05 :  Портланд Сан Антонио
- 2005-08 :  Шамбери Савойя
- 2009-09 :  Райн-Неккар Лёвен